# 电子游戏平行进口
电子游戏平行进口货品，俗称电子游戏水货，是指非官方渠道进口其他区域的电子游戏产品。早期中文区域因游戏机尚未正式进口，水货成为游戏机玩家的唯一选择。西方玩家群也会进口游戏游玩。

## 进口原因
玩家进口水货的原因不一，常见原因包括以下几类：
- 游戏数量多。并非所有游戏都在全球发行，很大一部分日本作品更仅在国内发行。许多视觉小说和动漫改编游戏很少在海外发行，日本外玩家想玩就只能进口[1][2]。欧洲的英语用户为玩到更多游戏，也常进口北美版作品；可见即便是对西方而言，日本是最常见的进口来源，但并唯一来源。在中文区域，特别是中国大陆，因长期鲜有行货游戏，玩家只能从其他区域进口游玩[3]。
- 本地化问题。许多玩家不喜欢翻译版的各种改动，如修改对话、名词改名、本地配音、删除/审查内容等，从而游玩进口游戏[4]。
- 收藏价值。一些系列死忠粉在本地版推出的情况下，也会同时购买本地版和日本版作品[4]。日本游戏经常在本地推出豪华版，内含插画等追加相关产品，其他地区玩家选择进口获得追加产品[1]。
- 语言因素。进口玩家中不乏语言学生，他们会为提升语言能力游玩原版游戏，居住在外国的母语者也会进口游戏。
- 先行游玩。有些玩家等不及游戏在本地发行，就会通过进口先玩到日版游戏[1][4]。英语国家（即英国和澳洲）也常有这种情况，因欧洲/澳洲版游戏常晚于美版发售，他们就会从美国进口游戏。游戏机也有类似情况，如商店先行销售水货PlayStation Portable，从而导致索尼采取了措施。
- 价格原因。由于价格较高，玩家会在畅销游戏“刚推出”阶段过后购买日版。而且，由于国际汇率的变动和国际游戏市场的需求，即便将运费和进口税考虑在内，原版游戏依然比本地版游戏便宜[1]。而且由于本地化延期因素，二手的进口游戏也比刚发行的本地版游戏便宜。不过在欧元启用前，新的进口游戏一般比欧洲本地化游戏贵40%。美洲和亚洲市场也存在这种价格差异[1]。